# 韋伯斯特 (麻薩諸塞州普查規定居民點)
韋伯斯特（英語：Webster）是位於美國麻薩諸塞州烏斯特縣的一個普查規定居民點。

## 人口
根據2020年美國人口普查的數據，韋伯斯特的面積為7.84平方千米，當中陸地面積為7.69平方千米，而水域面積為0.14平方千米。當地共有人口12194人，而人口密度為每平方千米1,555.36人。